# Гусуку

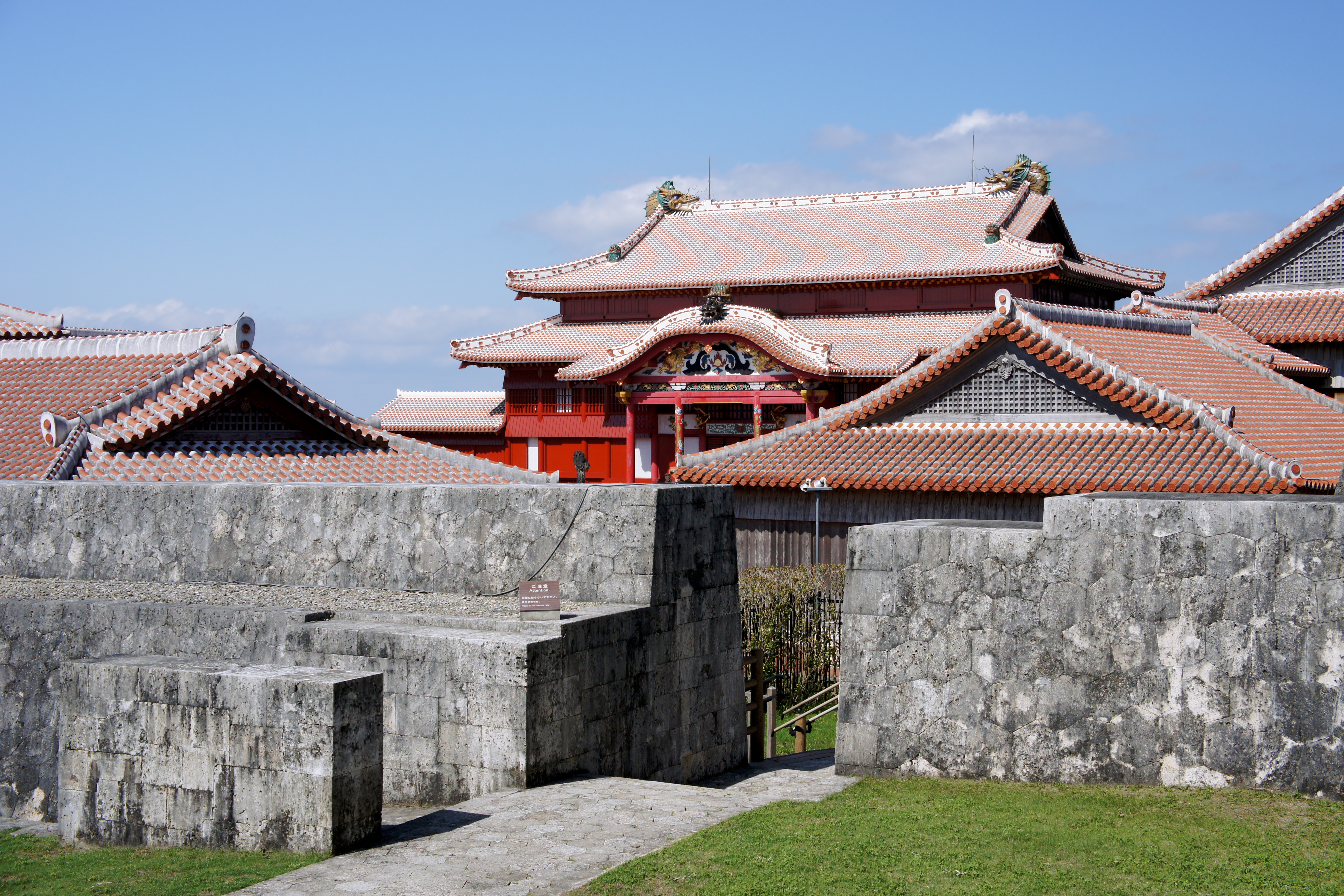
Замок Сюри, один из немногих реконструированных на сегодняшний день гусуку

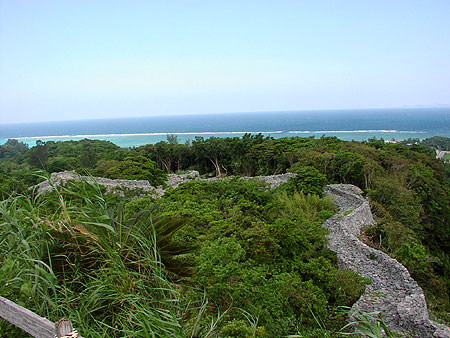
Крепостная стена замка Накидзин (XIV в.)

Гусуку (яп. 御城) или просто суку (яп. 城) — средневековые замки феодалов королевства Рюкю, развалины которых разбросаны по японскому острову Окинава. Практически все они были уничтожены бомбардировками американской авиации на исходе Второй мировой войны. Столичный замок в Сюри был отстроен по старым фотографиям в 1990-е годы. В 2000 г. развалины окинавских гусуку были признаны ЮНЕСКО памятниками Всемирного наследия.

## Список гусуку
| Название Замка | Текущее состояние |
| -------------- | ----------------- |
| Агэна          | Реконструирован   |
| Тибана         | Руины             |
| Тинэн          | Руины             |
| Итокадзу       | Руины             |
| Кацурэн        | Руины             |
| Кян            | Руины             |
| Нака           | Руины             |
| Накидзин       | Руины             |
| Сасики         | Руины             |
| Сюри           | Реконструирован   |
| Урасоэ         | Реконструирован   |
| Дзакими        | Руины             |

## Источник
1. ↑  Документация с сайта Всемирного наследия. Дата обращения: 27 августа 2007. Архивировано 7 января 2020 года.
2. ↑  Что такое гусуку? (англ.). Дата обращения: 9 сентября 2009. Архивировано 22 октября 2007 года.